# بيدكردويية (فتح أباد)
بیدكردوییة (بالفارسية: بیدکردوییه) هي قرية تقع في إيران في Fathabad Rural District. يقدر عدد سكانها بـ 445 نسمة بحسب إحصاء 2016.